# Zdenac
 Ovo je glavno značenje pojma Zdenac. Za druga značenja pogledajte  Studenac (trgovina).
Zdenac, hladenac, kladenac, studenac ili bunar je iskopana duboka i podgrađena jama u koju se hvata ili skuplja podzemna voda. U seoskim područjima jama je iznutra ograđena kamenom ili opekom, a nadzemni je dio (grlo), prema lokalnim graditeljskim značajkama, u obliku kocke, prizme ili valjka, izveden od gredica, kamena, opeke, betona, pa i šupljega debla. Voda se crpi posudom (metalnom, ranije i kožnim ili drvenim vjedrom), ovješenom o drvenu kuku ili pričvršćenom na uže. Uže može biti namotano na vodoravno položen vitao, koji se pokreće kolom; takvi su bunari zaštićeni i nadstrešnicom. U ravničarskim hrvatskim krajevima uže je pričvršćeno na đeram, dugačku pokretnu gredu, uloženu u visoki stup. Bunari su većinom na dvorištima pojedinačnih kućanstava, ali mogu biti i zajednički za zaselak ili selo; tada su i uobičajena mjesta okupljanja. Javni gradski i samostanski bunari često su bogato umjetnički oblikovani.

## Zdenac
Zdenac je građevina za zahvaćanje i iskorištavanje podzemnih voda. Kadšto može poslužiti i za kontrolu razine podzemne vode. Prema načinu izvođenja, zdenci mogu biti kopani, bušeni ili zabijeni, s obzirom na položaj prema vodonosniku, potpuni ili nepotpuni, a prema vrsti strujanja, sa slobodnim vodnim licem ili pod tlakom (takav je slučaj na primjer kod arteškoga zdenca, kada arteška voda pod tlakom izbija na površinu). 

### Kopani zdenac ili bunar
Kopani zdenac ili bunarđija najčešće je ozidana jama valjkasta oblika, a sastoji se od nožice, plašta i završne kape (glave). Pretežito se izvodi kod plićih vodonosnika, većinom u području aluvijalnih naslaga. Zidovi zdenca nekoć su se zidali od kamena ili opeke, a u današnje se doba izvode betoniranjem od dna iskopa prema površini (uglavnom kod plićih vodonosnika) ili spuštanjem betonskih cijevi ili sličnih armiranobetonskih dijelova od površine prema dnu, uz istodobni iskop i vađenje iskopanoga materijala. Unutarnji promjer takvih zdenaca obično je nekoliko metara (najmanje 1 metar). Voda u zdenac može dotjecati kroz otvoreno dno ili kroz otvore ostavljene u stijenkama zdenca. Zahvat vode iz zdenca može biti jednostavan (vjedro, dizalo ili elevator, klipne crpke) ili složen (različiti tipovi centrifugalnih crpki s električnim pogonom). 

### Bušeni zdenac
Bušeni zdenac radio se u prošlosti samo kada je vodonosni sloj bio dubok (uglavnom dublji od 50 metara). Međutim, zahvaljujući razvoju tehnologije bušenja i prateće opreme, danas se bušeni zdenci izvode pri dubinama od deset do nekoliko stotina metara, uz promjer zdenca od 30 do 100 centimetara. Nakon bušenja bušotina se zacjevljuje čeličnim cijevima, uz izvedbu filtarskoga dijela s granuliranim zasipom i pokrovnim vodonepropusnim tamponom. Voda iz takva zdenca zahvaća se podvodnim elektromotornim crpkama. Prednosti su bušenih zdenaca pred kopanima gotovo neograničena dubina zahvaćanja vode, neovisnost o geološkom sastavu tla, dobivanje razmjerno većih količina vode uz manju opasnost od presušivanja, besprijekornost vode u sanitarnom pogledu zbog male mogućnosti vanjskog onečišćenja, ekonomičnost. 

### Zabijeni zdenac
Zabijeni zdenac ili abesinski zdenac rupičasta je cijev koja je bez prethodnoga bušenja utisnuta u vodonosni sloj u rahlom zemljištu, a uz pomoć koje se sakuplja i crpi podzemna voda, obično za potrebe jednoga kućanstva ili gospodarstva.

## Gradnja
Jedan od načina je da se kopanjem u različitim materijalima zemljine površine kao što je zemlja kopaju okomite okrugle rupe promjera do 2,5 metra različitih dubina kojoj se stijenke oblažu u kamen ili betoniraju da bi se spriječilo odronjavanje okolnog materijala i ulaska onečišćenja kroz porozne stijenke. Ovaj način izrade bunara najčešći je u područjima gdje je tlo zemljano.
Drugi način je da se kopanjem u različitim materijalima zemljine površine kopa udubljenje širine do desetak metara neodređene dubine koje se nadsvodi da bi se spriječilo onečišćenje. Kod ovog tipa bunara ponekad se stijenke ne obrađuju jer nema potrebe zbog materijala u kojem su izrađene. Ovaj tip gradnje bunara je najučestaliji u područjima gdje je tlo kameno ili pretežno kameno.
Treći način je da se u nepropusnom materijalu (kamen, ilovača) pronađe prirodno udubljenje koje se oblikuje u oblik bunara nadsvođenjem i obradom rubnih dijelova stijenki.
Kod gradnje valja naglasiti da određeni bunari imaju "krunu" to jest uzdignuće na samom otvoru koji olakšava izvlačenje vode iz bunara kao što su đeram, vitlo, pumpe i slični uređaji. Bunari koji nemaju "krunu" se nazivaju čatrnja u jednom području Dalmacije te BIH.

## Cisterna
Cisterna (lat.) je građevina za opskrbu vodom (kišnicom) kućanstva (kućna) ili naselja (javna). Voda se skuplja s krovišta ili za to posebno izgrađene prihvatne površine, s koje se cjevovodom dovodi do cisterne ukopane u tlo. U graditeljskom smislu sastoji se od dovodnog cjevovoda, prostora za odvajanje ili separaciju (uklanjanje masti, lišća i slično), prostora za filtraciju (pročišćivanje vode), te od spremnika za pričuvu vode. Iz cisterne se voda crpi ručno ili crpkama (klipne ili motorne). Cisterne se grade od kamena, betona ili armiranog betona. Spremnik cisterne s unutarnje strane žbuka se vodonepropusnom žbukom. Cisterne se grade u područjima gdje ne postoje izvorišta vode ili nije izgrađena vodoopskrba (krš, otoci, priobalje, rjeđe unutrašnjost). Tradicionalne cisterne pokrivene su bačvastim svodom ili kupolom od kamena. Nadzemni dio, grlo, ima oblik prizme, kocke ili valjka, često je isklesan od jednoga komada i ukrašen. Zatvara se drvenim ili željeznim poklopcem. Srednjovjekovne cisterne u gradovima i samostanima nerijetko su bile umjetnički oblikovane (Trogir, Hvar, Dubrovnik i drugi). U 19. stoljeću preuzete su i u seljačko graditeljstvo, pa se grla cisterne najčešće nalaze na terasi jadranskih pučkih kuća.